# Dana Air
Dana Air è una compagnia aerea a basso costo Nigeriana che ha sede a Ikeja, Stato del Lagos, Nigeria.

## Storia
Dana Air è stata fondata nel 2007 e inizialmente gestiva una flotta di due aerei, poi gradualmente aumentata attraverso l'acquisto di aeromobili usati da Alaska Airlines. Dopo l'incidente all'inizio di giugno 2012, la licenza d'esercizio della società è stata temporaneamente ritirata dalle autorità di vigilanza nigeriane. Dal 22 aprile 2013 Dana Air ha ripreso i servizi da Abuja e Lagos a Port Harcourt.
A causa di difetti tecnici negli aeromobili utilizzati, l'autorità nigeriana per la sicurezza aerea NCAA ha emesso un altro divieto di volo a Dana Air nel gennaio 2014 durato fino a dicembre, mese in cui la compagnia ha ottenuto una nuova licenza.
Nel maggio 2021, Dana Air ha collaborato con Ibom Air per lanciare il primo accordo di codeshare tra compagnie aeree domestiche nigeriane.
Nel luglio 2022, la licenza e il certificato della compagnia aerea sono stati sospesi dalle autorità nigeriane dopo essere stata ritenuta finanziariamente inadatta a portare avanti le operazioni.
Tuttavia, dopo essere stata reintegrata dall'Autorità nigeriana per la sicurezza aerea (NCAA) in seguito al successo dei controlli, la compagnia aerea ha ripreso le operazioni nel novembre 2022.

## Destinazioni
Al 2022, Dana Air opera voli tra Ghana e Nigeria.

## Flotta
A febbraio 2024 la flotta di Dana Air è così composta:

## Incidenti
- Il 3 giugno 2012, il volo Dana Air 992, un McDonnell Douglas MD-83, si schiantò durante la fase di atterraggio contro alcuni edifici e fabbriche della città africana di Lagos. Il disastro, probabilmente causato dal guasto di entrambi i motori, provocò la morte di tutte le 153 persone a bordo ed almeno 6 che si trovavano a terra.[12]